# العلاقات الفنلندية الكندية
العلاقات الفنلندية الكندية هي العلاقات الثنائية التي تجمع بين فنلندا وكندا.

## مقارنة بين البلدين
هذه مقارنة عامة ومرجعية للدولتين:
| وجه المقارنة                                              | فنلندا                                                                               | كندا                     |
| --------------------------------------------------------- | ------------------------------------------------------------------------------------ | ------------------------ |
| المساحة (كم2)                                             | 338.42 ألف                                                                           | 9.98 مليون               |
| عدد السكان (نسمة)                                         | 5.52 مليون                                                                           | 35.70 مليون              |
| الكثافة السكانية (ن./كم²)                                 | 16.31                                                                                | 3.58                     |
| العاصمة                                                   | هلسنكي                                                                               | أوتاوا                   |
| اللغة الرسمية                                             | اللغة الفنلندية، اللغة السويدية                                                      | لغة إنجليزية، لغة فرنسية |
| العملة                                                    | يورو، ماركا فنلندية                                                                  | دولار كندي               |
| الناتج المحلي الإجمالي (بليون دولار)                      | 251.88 مليار                                                                         | 1.65 تريليون             |
| الناتج المحلي الإجمالي (تعادل القوة الشرائية) بليون دولار | 231.84 مليار                                                                         | 1.59 تريليون             |
| الناتج المحلي الإجمالي الاسمي للفرد دولار أمريكي          | 42.31 ألف                                                                            | 43.25 ألف                |
| الناتج المحلي الإجمالي للفرد دولار أمريكي                 | 40.68 ألف                                                                            | 45.07 ألف                |
| مؤشر التنمية البشرية                                      | 0.883                                                                                | 0.913                    |
| رمز المكالمات الدولي                                      | +358                                                                                 | +1                       |
| رمز الإنترنت                                              | .fi                                                                                  | .ca                      |
| المنطقة الزمنية                                           | ت ع م+02:00، ت ع م+03:00، أوروبا/هلسنكي ‏، توقيت شرق أوروبا، توقيت شرق أوروبا الصيفي ‏ |                          |

## مدن متوأمة
في ما يلي قائمة باتفاقيات التوأمة بين مدن فنلندية وكندية:
- ترتبط كوكولا مع غريتر سودبوري باتفاقية توأمة.
- ترتبط كووبيو مع وينيبيغ باتفاقية توأمة منذ 1972.

## منظمات دولية مشتركة
يشترك البلدان في عضوية مجموعة من المنظمات الدولية، منها:
| علم المنظمة | اسم المنظمة                               | تاريخ انضمام فنلندا | تاريخ انضمام كندا |
| ----------- | ----------------------------------------- | ------------------- | ----------------- |
|             | الأمم المتحدة                             | 14 ديسمبر 1955      | 9 نوفمبر 1945     |
|             | منظمة التعاون الاقتصادي والتنمية          | 1969                | ?                 |
|             | منظمة التجارة العالمية                    | 1995                | ?                 |
|             | مؤسسة التنمية الدولية                     | 29 ديسمبر 1960      | 24 سبتمبر 1960    |
|             | منظمة الأمن والتعاون في أوروبا            | 25 يونيو 1973       | 25 يونيو 1973     |
|             | المنظمة الهيدروغرافية الدولية             | ?                   | ?                 |
|             | البنك الإفريقي للتنمية                    | ?                   | ?                 |
|             | وكالة ضمان الاستثمار متعدد الأطراف        | 28 ديسمبر 1988      | 12 أبريل 1988     |
|             | الوكالة الدولية للطاقة                    | ?                   | ?                 |
|             | المجلس القطبي                             | 1996                | ?                 |
|             | اتفاقية السماوات المفتوحة                 | ?                   | ?                 |
|             | منظمة الشرطة الجنائية الدولية             | ?                   | ?                 |
|             | مجموعة أستراليا                           | 1991                | 1985              |
|             | المركز الدولي لتسوية المنازعات الاستشارية | 8 فبراير 1969       | 1 ديسمبر 2013     |
|             | الاتحاد الدولي للاتصالات                  | 1 سبتمبر 1920       | 1 يوليو 1908      |
|             | الفريق المعني برصد الأرض                  | ?                   | ?                 |
|             | البنك الدولي للإنشاء والتعمير             | 14 يناير 1948       | 27 ديسمبر 1945    |
|             | الاتحاد البريدي العالمي                   | ?                   | ?                 |
|             | بنك التنمية الآسيوي                       | 1966                | 1966              |
|             | منظمة حظر الأسلحة الكيميائية              | ?                   | ?                 |
|             | مؤسسة التمويل الدولية                     | 20 يوليو 1956       | 20 يوليو 1956     |
|             | نظام تحكم تكنولوجيا القذائف               | 1991                | 1987              |
|             | مجموعة الموردين النوويين                  | ?                   | ?                 |
|             | مركز تنسيق الحركة في أوروبا ‏              | ?                   | ?                 |
|             | يونسكو                                    | 10 أكتوبر 1956      | 4 نوفمبر 1946     |

## أعلام
هذه قائمة لبعض الشخصيات التي تربطها علاقات بالبلدين:
- ألفرد أهو (9 أغسطس 1941[25] – )
- باميلا أندرسون (1 يوليو 1967[26][27][28] – )
- باهاماس (موسيقي كندي، 28 أبريل 1981[29] – )
- جنيفر تيلي (16 سبتمبر 1958[30][31][32] – )
- جيك فيرتانن (لاعب هوكي جليد فنلندي، 17 أغسطس 1996 – )
- سارا مانينين (ممثلة كندية، 1977[33] – )
- فكتور بيرغ (لاعب اسكواش كندي، 8 أكتوبر 1977 – )
- كالي ماتسون (مغني كندي، 21 سبتمبر 1990 – )
- لوكاس براينت (ممثل كندي-أمريكي، 28 سبتمبر 1978 – )
- ليزا الريبو-مارتيل (ممثلة كندية، 1 فبراير 1971 – )
- ميغ تيلي (14 فبراير 1960 – )
- ناثان فيليون (27 مارس 1971 – )

## وصلات خارجية
- موقع وزارة الخارجية الفنلندية
- موقع وزارة الخارجية الكندية